# 高橋冴未
高橋 冴未（たかはし さえみ、12月30日 - ）は、日本の漫画家。福岡県福岡市出身、在住。血液型はB型。
“かわなみはるか”のペンネームで、1988年、白泉社の漫画雑誌『花とゆめ』でデビュー。主に増刊、『花ゆめEPO』で読み切りを発表したが、1992年、『月刊ウィングス』に移籍。1994年より長編「きらきら馨る」を連載、『ウィングス』の看板を担う作家の一人となる。

## 作品リスト

### 漫画作品
- きらきら馨る（『ウィングス』1995年9月号 - 2002年6月号）
- 冥のほとり 〜天機異聞〜（『月刊ウィングス』連載）
- 童殿上なんかするんじゃなかった!（『ウェブマガジン ウィングス』2014年 - ）

### 書籍

#### 漫画単行本
- 『きらきら馨る』、新書館〈ウィングス・コミックス〉1995年 - 2002年、全12巻
  - （文庫版）新書館〈ウィングス・コミックス文庫〉2006年、全8巻
- 『きみにやどる星』新書館〈ウィングス・コミックス〉、1994年6月8日発売[1]、ISBN 4-403-61357-8
- 『高橋冴未短編集1 記憶の化石』新書館〈ウィングス・コミックス〉、2003年3月24日発売[2]、ISBN 4-403-61708-5
- 『高橋冴未短編集2 マインド・エレクトリック』新書館〈ウィングス・コミックス〉、2003年3月24日発売[3]、ISBN 4-403-61709-3
- 『冥のほとり 〜天機異聞〜』、新書館〈ウィングス・コミックス〉2004年 - 2009年、全9巻
- 『てんきゅん！』、新書館〈ウィングス・コミックス〉2009年 - 2012年、全4巻
  1. 2009年9月24日発売[4]、ISBN 978-4-403-61945-8
  2. 2010年6月24日発売[5]、ISBN 978-4-403-61969-4
  3. 2011年3月26日発売[6]、ISBN 978-4-403-62103-1
  4. 2012年3月26日発売[7]、ISBN 978-4-403-62141-3
- 『童殿上なんかするんじゃなかった!』、新書館〈ウィングス・コミックス〉2014年 - 、既刊4巻（2024年10月28日現在）
- 『はかない結婚』、原作：ジェシカ・スティール、ハーパーコリンズ・ジャパン〈ハーレクインコミックス〉、2016年6月発行、ISBN 978-4-596-97559-1

#### 画集
- 『高橋冴未画集 きらきら馨る』新書館、2002年12月19日発売[8]、ISBN 4-403-65018-X